# Katsutoshi Kurata
Katsutoshi Kurata (4 de agosto de 1938 Tokio,Japón - 2 de julio de 2023) fue un artista marcial, actualmente 8° Dan Shihan de aikido aikikai, que residió en Argentina. Fue fundador de la organización Federación Aikikai Argentina.

## Biografía
Nació el 4 de agosto de 1938, en la ciudad japonesa de Tokio. Comenzó a practicar aikido en 1958 en Sankei Dojo bajo las enseñanzas de O-Sensei Morihei Ueshiba, Kisshomaru Ueshiba y los mismos instructores de Hombu Dojo (Koichi Tohei Sensei, Hiroshi Tada Sensei, Sadateru Arikawa Sensei, Seigo Yamaguchi Sensei, etc).
Se gradúa como 4º Dan en 1969.
En 1979, Aikikai Hombu Dojo le otorga el 5º Dan.
En 1989, el 8 de enero se le otorgó el 6º Dan, durante la celebración de Kagami-biraki en Hombu dojo.
En 2002, Aikikai Honbu Dojo le otorga el 7º Dan, coincidiendo con el 35º aniversario de enseñanza de aikido en el país.
En 2017, recibe el galardón de Canciller de Japón (otorgado a los que colaboran con la expansión de la cultura nipona por el mundo), de manos del embajador del país nipón en Buenos Aires Noriteru Fukushima.
En enero de 2019, Aikikai Honbu Dojo le otorga el 8° Dan.
En el marco de la Condecoración de Otoño 2020, el 3 de noviembre de ese año el gobierno de Japón anunció, a través de su Embajada en Argentina, el otorgamiento a Kurata Katsutoshi de la Orden del Sol Naciente (rayos de plata), por su sobresaliente contribución a la difusión de la cultura japonesa.

## Argentina
Llega a Argentina en marzo de 1967, siendo en ese momento 3° Dan. Comienza a enseñar en un dojo llamado Kumazawa (posteriormente demolido, pasaje Seaver) junto a Kenzo Miyazawa (que llegó en 1965).
Estos 2 instructores, junto a Minoru Saito (que llegó en 1961), son los primeros difusores del Aikido en Argentina.
En 1978 recibe la visita de Doshu Kisshomaru Ueshiba, Seigo Yamaguchi Sensei e Ichiro Shibata Sensei. Ese año recibió a Masafumi Sakanashi Shihan.
En 1989, organiza el primer Encuentro Nacional de Aikido, conmemorando la fecha de fallecimiento de O’Sensei. Este encuentro se repite anualmente hasta la actualidad.
En 1990 recibe la visita de Doshu Kisshomaru Ueshiba quien dicta un seminario de aikido.
En 1993 recibe la visita de Seigo Yamaguchi Sensei quien dicta un seminario de aikido.
En 1997 recibe la visita de Doshu Moriteru Ueshiba para conmemorar los 30 años de enseñanza que lleva en el país.
El 8 de agosto de 1998 inaugura la Escuela de Aikido Kurata Dojo (Palermo – Fray Justo Santa María de Oro 2254), y sede central de la Federación Aikikai Argentina que depende directamente de la Fundación Aikikai, sede central del aikido (Hombu Dojo, Japón). En setiembre de ese año organiza recibe la visita de Shigeru Sugawara Shihan, quien dicta un seminario de aikido.
En junio de 2006, recibe la visita de doshu Moriteru Ueshiba, quien dicta un seminario de aikido.
En octubre de 2007, recibe la visita de Masatoshi Yasuno shihan (7º Dan), quien dicta un seminario de aikido.
En junio de 2012, recibe la visita de Tsuruzo Miyamoto Shihan (7º Dan), quien dicta un seminario de aikido.
En junio de 2016, recibe la visita de Seishiro Endo Shihan (8º Dan), quien dicta un seminario de aikido.
En octubre de 2017, recibe la visita de Doshu Moriteru Ueshiba, en conmemoración del 50.º aniversario de enseñanza de aikido en el país.
Fallece en la Ciudad de Buenos Aires, Argentina, el 2 de julio de 2023 a la edad de 84 años.